# Guerre des Awans et des Waroux
 (septembre 2012).
Si vous disposez d'ouvrages ou d'articles de référence ou si vous connaissez des sites web de qualité traitant du thème abordé ici, merci de compléter l'article en donnant les références utiles à sa vérifiabilité et en les liant à la section « Notes et références ».
Notes
Les pertes s'élevèrent de part et d'autre de 500 à  30 000 morts selon les sources

Armes de la famille d'Awans

La guerre entre les Awans et des Waroux débuta en 1297 et ravagea durant 38 ans la chevalerie hesbignonne qui ne s'en remit jamais. La Hesbaye dépendait alors de la principauté de Liège mais le prince-évêque de Liège fut incapable d'arrêter les hostilités.
Ce conflit est un exemple typique d'une guerre féodale privée dont un autre exemple de la même époque est la guerre de la Vache qui décima le Condroz.
Le prétexte de la guerre des Awans et des Waroux n'est pas sans rappeler, pour les Hesbignons, la guerre de Troie.

Armes de la famille de Waroux

## Une guerre fratricide
Les deux lignages antagonistes (Awans-Waroux) descendaient l'un et l'autre de Raes de Dommartin et la belle Alix de Warfusée (début du XIIe siècle) et de leur fils Breton le vieux.

## Un prétexte
Tout commença lorsque le seigneur d'Awans Humbert Corbeau voulut marier une jeune serve, Adoule, riche en meuble et héritage à un sien cousin, Gérard Pélage. Elle fut cependant enlevée (avec son consentement probable) par son amoureux, un jeune écuyer qui dépendait du seigneur voisin de Waroux.  Humbert ne pouvant prouver en 48 heures qu’elle était bien une serve, le seigneur de Waroux Guillaume le jeune refusa de renvoyer la jeune femme. Humbert appela au secours les gens de son lignage et se mit à ravager les terres du seigneur de Waroux.

## Un serment scellé dans le sang
Humbert d’Awans  raconta l’histoire à tous ceux de son lignage. Ceux-ci se déclarèrent prêts à réparer l’injure reçue. Chacun d’eux  se fit tirer quelques gouttes de sang que l’on versa dans une coupe et chacun y trempa les lèvres.

## Un code d’honneur
Toute atteinte à l'honneur d'un membre de la famille du seigneur était considérée comme une injure à celle-ci et entraînait des représailles immédiates, le tout régi par des règles d'honneur et de convenance. L'exemple qui suit est assez frappant. 
Le parti des Awans avait bouté le feu, en février 1298, à la tour de Slins où s’étaient réfugiés quelques chevaliers du parti de Waroux, ce qui constituait un attentat énorme contre l'autorité du suzerain, le droit d'arsin n'appartenant qu'à l'évêque seul. L'évêque de Liège Hugues de Chalon imposa donc aux Awans un châtiment pire que la mort que raconte la chronique de Jacques de Hemricourt : Guillaume d'Awans et vingt-deux chevaliers, pieds nus, en manches de chemise, portant sur la tête nue les selles de leurs chevaux, se rendirent dans cet état humiliant de l'église de Saint-Martin à la cathédrale de Saint-Lambert où, placés sous la couronne de lumière, ils demandèrent pardon au prince.
Peu de temps après, les hostilités recommencèrent de plus belle car les Awans ne digéraient pas la punition, ni les Waroux les dommages qui leur avaient été causés.

## Des trêves de Dieu
On appelait cela des quarantaines. Chaque mort d’un chevalier (baron) pouvait donner lieu à un gel des combats durant quarante jours au nom de la religion. Cela permettait de prier pour ses morts, de se rencontrer, de conclure des alliances, de se remarier, de nommer de nouveaux chevaliers, de faire la fête, etc.

## Un duel judiciaire

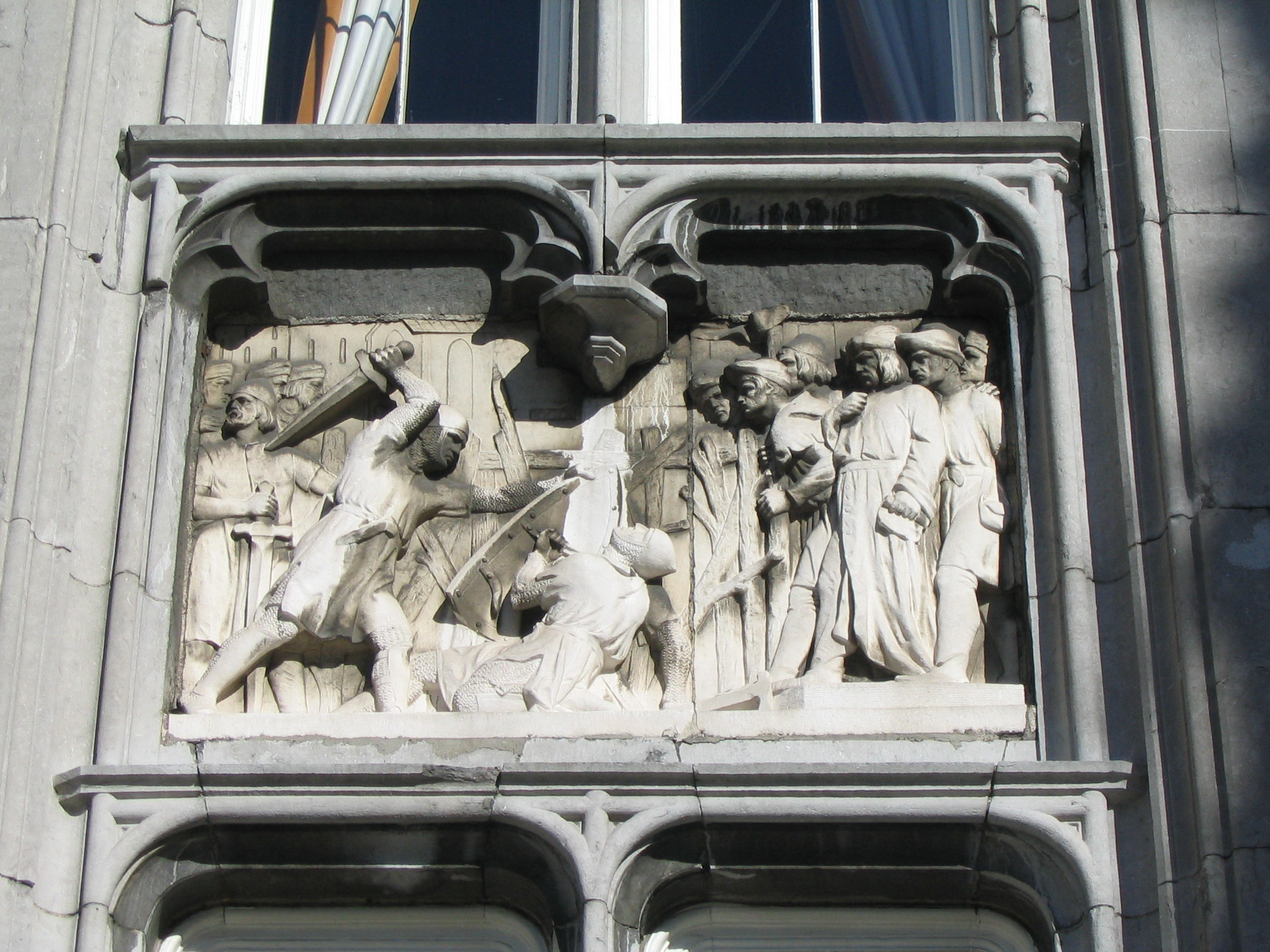
Le duel d'Aynechon et de Falloz en 1296, bas-relief en façade du Palais des Princes-Évêques de Liège.

À la suite d'une trêve rompue, on organisa un duel judiciaire en avril 1298. Un champion de chacune des parties dut se rendre place Verte à Liège (nommée au XXe siècle place Maréchal Foch) pour en découdre en un duel « à mort ». Le plus futé, Aynechon dit le bâtard de Hognoul (du parti des Awans), gagna le combat car il avait laissé mijoter son adversaire, Falloz damoiseau de Waroux, dans son armure pendant une demi-journée et s’était présenté cinq minutes avant le temps limite.

## Une mort qui ravive les hostilités
Le duel n'empêcha pas les hostilités de reprendre et Humbert Corbeau fut tué le 25 mai 1298 lors des combats de Loncin qui se soldèrent par la défaite des Awans.

## Un prince impuissant

Blason de la principauté de Liège

En théorie, le prince-évêque ne pouvait intervenir dans une guerre privée sauf en cas de plaintes. Chacune de ses interventions entraîna un carrousel d’alliances entre les parties – le peuple de Liège (les métiers et corporations), le clergé (c’est-à-dire le chapitre de Saint-Lambert), les Awans, les Waroux, etc.
Si Waroux dépendait du comté de Looz, Awans dépendait de l'abbé de Prüm qui lui-même dépendait de l'évêque de Trèves. Un abbé ne pouvant exercer justice, il était représenté par un Avoué. Dans la pratique et vu la distance, le sire d'Awans avait usurpé ce titre. On comprend donc que le prince-évêque était plutôt favorable aux Waroux.

## Une embuscade, des combats, des pillages et destructions
En aout 1310, le seigneur de Waremme, tenant des Awans, tendit une embuscade à Henri de Hermalle qui ne s'était pas encore engagé dans cette guerre mais que Waremme détestait. Henri, laissé pour mort sur le terrain, survécut cependant et de rage s'engagea dans le camp des Waroux dont il devint le chef.
De nombreuses attaques et des combats locaux ravivaient sans cesse l'inimitié. Le château de Waremme fut ainsi assiégé et pillé en 1313, le château de Hermalle détruit en 1315.

## Une bataille rangée

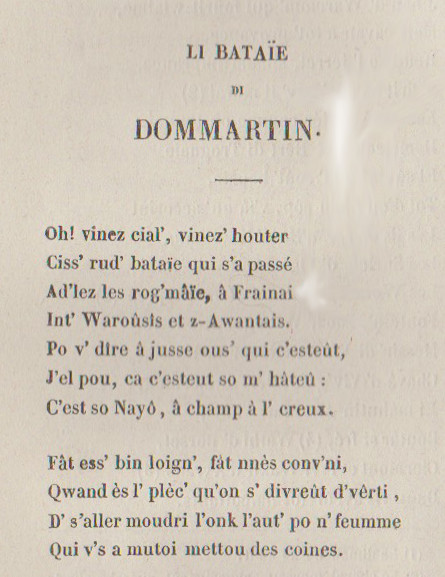
Début de la pasquille dans l'orthographe de Bailleux et Dejardin, 1844

On se donna finalement rendez-vous le jour de la Saint-Barthélemy (25 août 1325) dans la plaine de Dommartin près de Huy. Il y avait 350 chevaliers au moins du côté Waroux, menés par Henri III de Hermalle, contre 270 chevaliers ou écuyers menés par Guillaume II de Jeneffe, châtelain de Waremme, côté Awans.
On se rangea en ligne, on manqua de piétiner les envoyés du Prince qui hurlaient «Trêve ! Trêve de par Monseigneur de Liège » et on se lança dans le combat suivant l'exemple du seigneur de Waremme.
Après de multiples péripéties, les Awans l’emportèrent. On compta au moins 65 chevaliers morts, dont Henri côté Waroux. Les seigneurs restants des deux parties se retirèrent dans leurs châteaux et on se calma par application d'une quarantaine.
Cette bataille resta vivace dans les esprits au fil des siècles. Une pasquille wallonne la célèbre encore au XVIIIe siècle.

## Fin de la guerre
Suivant la suggestion du Prince-Évêque, on mit en place une assemblée (un tribunal) composée de six sages de chacune des parties. Le traité de paix fut rédigé et la paix fut signée le 15 mai 1335 dans l'abbaye de Saint-Laurent, à Liège.
Voici un extrait du traité de la paix des Lignages ou "Paix des XII" :
« Il y aura paix éternelle entre les familles, et amnistie générale des guerres, meurtres, combats, haines, rancunes, dépits, injures, dommages, crimes, larcins, incendies, et d'autres méfaits, sans en excepter qui que ce soit, et sans que personne puisse jamais adresser aucune plainte à Monseigneur de Liège au sujet de ces dommages, lesquelles plaintes sont déclarées nulles pour l'avenir.
 En mémoire perpétuelle de la réparation des désordres qui ont pendant si longtemps désolé le pays, il sera construit, en lieu convenable, une église consacrée à la Vierge, mère de Dieu, et aux douze apôtres. Les chevaliers du lignage des Waroux, par forme d'amende et en expiation de leur crimes, contribueront à la construction de cette église pour une somme de trois mille cinq cents livres, en bonne monnaie de Liége; le lignage des Awans fournira également pour sa part quatre mille livres de même monnaie, lesquelles sommes compenseront les pèlerinages auxquels les coupables devraient être condamnés.
 Pour tout ce qui surviendra par la suite au pays et diocèse de Liége entre les familles divisées, comme mort d'homme, membre mutilé ou estropié, plaie ouverte, effusion de sang, blessure, combat, coups; paroles outrageantes ou autres injures, les coupables seront punis comme pour de nouveaux attentats, et ne seront compris dans le châtiment que ceux-là mêmes qui auront commis le mal, laissant en liberté tous leurs adhérents, afin de ne point renouveler ces funestes dissensions. »
Pour confirmer cette paix, les deux chefs de parti vont conclure un mariage entre deux de leurs enfants, comme le veut la tradition chevaleresque. C’est ainsi qu’Eustache de Haneffe, fils de Thierry, épouse Jeanne de Warfusée, fille de Wautier de Momalle.
C'était la fin naturelle d'une guerre privée et le moyen classique de ramener la paix dans les familles.
Ce même tribunal régla les derniers litiges.

## Conséquences
Cette guerre contribua à la montée en puissance de la bourgeoisie. Elle avait coûté la vie à au moins cinq cents hommes, voire trente mille selon les sources.
Le peuple de Liège arracha de multiples libertés au Prince-Évêque qui avait perdu la noblesse comme alliée.
Les châteaux actuels d'Awans et de Waroux n'ont rien à voir avec ceux de l'époque qui furent totalement détruits.

## Chroniques et analyses
L'histoire de cette guerre nous est connue par la chronique écrite par Jacques de Hemricourt au XIVe siècle.
Cette guerre et ses répercussions ont été analysées par de nombreux historiens belges à la fin du XIXe siècle.